# Master of Education
Master of Education (afkorting: MEd, Latijn: Magister Educationis) is een Nederlandse educatieve masteropleiding in het kader van het bachelor-masterstelsel. De graad wordt internationaal gebruikt voor educatieve masteropleidingen. 
De mastertitel met toevoeging of Education wordt hier gebruikt om aan te geven dat men aan een hogeschool of universiteit een pedagogische masteropleiding heeft afgerond. Een voorbeeld is de Masteropleiding Special Educational Needs (MEd SEN). Daarnaast wordt de titel gebruikt voor masteropleidingen aan een hogeschool een masteropleiding tot docent met eerstegraads  onderwijsbevoegdheid.